# Sferro
Sferro is een plaats (frazione) in de Italiaanse gemeente Paternò.